# 拉馬爾 (阿肯色州)
拉馬爾（英語：Lamar）是一個位於美國阿肯色州約翰遜縣的城市。

## 地理
拉馬爾的座標為35°26′26″N 93°23′34″W / 35.44056°N 93.39278°W，而該地的平均海拔高度為134米（即440英尺）。

## 人口
根據2020年美國人口普查的數據，拉馬爾的面積為12.03平方千米，當中陸地面積為11.95平方千米，而水域面積為0.08平方千米。當地共有人口1719人，而人口密度為每平方千米142人。